# 지방도 제859호선
지방도 제859호선은 전라남도 여천군 소라면 죽림리에서 여천시 낙포동을 잇던 전라남도의 지방도이다.
1995년 12월 8일 전라남도 지방도 노선 개편 때 폐지되었다.

## 연혁
- 1985년 12월 23일 : 기점을 '여천군 소라면 죽림리', 종점을 '여천군 삼일면 남포리'로 명시하고 도로개량이 완료된 여천군 쌍봉면 안산리 ~ 선원리 600m 구간과 여천군 쌍봉면 선원리 ~ 여수시 둔덕동 5.935km 구간, 여천군 삼일면 전내리 ~ 낙포리 9.0km 구간 도로예정지 해제[1]
- 1986년 8월 20일 : 1987년 9월까지 쌍봉 ~ 화양간 도로(여천군 소라면 관기리 ~ 여천시 안산동) 2.668km 구간 확포장공사를 위해 도로구역 변경[2]
- 1987년 1월 22일 : 여천시 안산동 ~ 여수시 둔덕동 6.535km 구간과 여천시 전내동 ~ 낙포동 9.0km 구간 도로예정지 해제[3]
- 1988년 1월 4일 : 여천군 소라면 죽림리 1.2km 구간과 여수시 안산동 ~ 둔덕동 7.193km 구간 도로예정지 해제[4]
- 1994년 6월 13일 : 1994년 9월까지 죽림 위험도로 1공구(여천군 소라면 죽림리) 개축공사를 위해 208m 구간 도로구역 변경[5]
- 1995년 12월 8일 : 지방도 폐지[6]

## 주요 경유지
- 여천군
  - 소라면 죽림리(지방도 제863호선과 분기)

- 여천시 안산동 - 학동 - 시전동
- 여수시 둔덕동(국도 제17호선과 분기) - 만덕동 - 둔덕동
- 여천시 호명동(자내리) - 낙포동